# Prekmurje

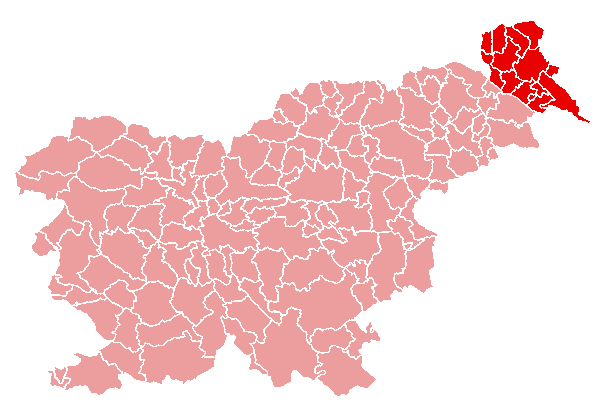
Prekmurje zaznaczone na mapie gminnego podziału Słowenii

Prekmurje (także Prekomurje, węg. Muravidék, niem. Murland, prek. Prekmürsko) – niewielki region historyczny w dzisiejszej Słowenii.

## Geografia
Prekmurje ma powierzchnię 1093 km². Zajmuje skrajny północno-wschodni zakątek Słowenii, wciśnięty między rzekę Murę (stąd nazwa, dosłownie Przedmurze lub Zamurze) a granice z Austrią, Węgrami i Chorwacją. Na południu sąsiaduje z chorwackim regionem Međimurje (pol. Międzymurze) o podobnej historii. Północ Prekmurja zajmuje pagórkowate przedgórze Alp Goričko (najwyższy szczyt Dreiländereck na granicy z Węgrami i Austrią – 387 m n.p.m.), południową część stanowią doliny rzek Ledavy i Mury.
Prekmurje obecnie nie stanowi oddzielnej jednostki administracyjnej. Stanowi część okręgu statystycznego Pomurska statistična regija, dzieli się na jednostki administracji rządowej Murska Sobota i Lendava oraz na samorządne gminy Beltinci, Cankova, Črenšovci, Dobrovnik, Gornji Petrovci, Grad, Hodoš, Kobilje, Kuzma, Lendava, Moravske Toplice, Murska Sobota (jedyna miejska gmina w regionie), Odranci, Puconci, Rogašovci, Šalovci, Tišina, Turnišče i Velika Polana.
Jest to region rolniczy, pozbawiony większych ośrodków miejskich. Jedynym miastem i głównym ośrodkiem regionu jest Murska Sobota (20,0 tys. mieszkańców w 2005), drugim co do wielkości – wieś Lendava (ok. 4 tys. mieszkańców). W Lendavie mieści się rafineria naftowa. Kolejne miasto Radgona zostało po I wojnie światowej oddzielone z sąsiednim okręgiem i dziś leży w granicach Austrii. Przez Prekmurje ma przebiegać projektowana autostrada A5 z Mariboru do przejścia granicznego Pince – Tornyiszentmiklós na granicy z Węgrami.
Prekmurje zamieszkuje 82 369 osób (2002). W przeważającej większości są to Słoweńcy, posługujący się prekmurskim dialektem języka słoweńskiego. Charakterystyczna dla tego regionu jest spora liczba Romów. W 30 wsiach w przygranicznych gminach Hodoš (węg. Hodos), Moravske Toplice, Šalovci, Lendava (Lendva) i Dobrovnik (Dobrónak) mieszka 7–8 tys. Węgrów. Oprócz tego region zamieszkuje czasowo i dojeżdża to do pracy liczna grupa Chorwatów z sąsiedniego Međimurja, którzy mają tu lepsze warunki życia.

## Historia
Po czasach Ilirów, Celtów, Rzymian, Gotów i Longobardów, od najwcześniejszego średniowiecza Prekmurje było zasiedlone przez Słowianie panońskich. Znajdowało się w granicach Księstwa Błatneńskiego. 
W latach 899–900 zostało opanowane przez Węgrów, wchodząc następnie do Królestwa Węgier, w którym stanowiło ważny węg. Őrség, tj. umocniony okręg graniczny podobnie jak leżący na północ Burgenland. Było podzielone między komitaty Vas i Zala. 
W XVIII wieku działał tu Jožef Košič (węg. Kossics József), pastor w Beltincach, pisarz, etnolog i historyk, który w swej pracy opowiedział się za niemiecką teorią o pochodzeniu Słoweńców od Wandalów i Wenedów. Jego pracom sprzeciwiali się iliryści, np. Stanko Vraz. 
W XIX wieku wśród tutejszych autochtonicznych Słoweńców („węgierskich”) pojawiła się świadomość wspólnoty narodowej ze Słoweńcami austriackimi. Na przełomie XIX i XX wieku świadomość narodowa wzmogła się wskutek intensywnej madziaryzacji. 
Początkowo Prekmurje pozostało za linią demarkacyjną wytyczoną dla Węgrów przez marszałka Louis Franchet d’Espérey. W ramach delegacji Państwa SHS w Wersalu znalazł się przekmurzec, Matija Slavič, który przedstawiał argumenty na rzecz połączenia zarówno Prekmurja jak i Porabja ze Słowenią. 29 maja 1919 na fali rewolucji na terenie Prekmurja proklamowana została efemeryczna Republika Murska zlikwidowana po 4 dniach przez węgierską Armię Czerwoną. W lipcu ustalono, że granica węgiersko-słoweńska zostanie poprowadzona działem rzek Mury i Raby. Za zezwoleniem Rady Ambasadorów 12 sierpnia 1919 Prekmurje zajęły wojska SHS. Podpisany z Austrią traktat w Saint-Germain-en-Laye przekazał jej fragment Prekmurja z miastem Radgona i szeregiem wsi.
Na mocy traktatu w Trianon 4 czerwca 1920 Prekmurje zostało włączone do ówczesnego Królestwa Serbów, Chorwatów i Słoweńców (późniejszej Jugosławii), zaś Porabje pozostało w granicach węgierskich. Węgry zajęły Prekmurje ponownie 16 kwietnia 1941 wskutek inwazji państw Osi na Jugosławię, gdy zostało im on przekazany przez Wehrmacht. 16 grudnia 1941 węgierski parlament uchwalił jego inkorporację. W 1942 władze węgierskie internowały kilkuset Słoweńców spoza Prekmurja, którzy osiedlili się tu przed wojną. Na początku 1945 nowe władze zorganizowały przymusowy wywóz młodzieży słoweńskiej na roboty do Niemiec i na Węgry, co wzmogło wrogość wobec Węgier. W kwietniu 1945 region został zajęty przez sowiecką Armię Czerwoną.